# Matador-Marsch
Matador-Marsch, op. 406, är en marsch av Johann Strauss den yngre. Ort och datum för det första framförandet är osäkert.

## Historia
Den 1 oktober 1880 hade Johann Strauss operett Das Spitzentuch der Königin premiär på Theater an der Wien. Texten byggde på en pjäs av Heinrich Bohrmann, Cervantes, från 1879. Bohrmann skrev ursprungligen libretto till Franz von Suppé men då denne avböjde gick anbudet till Strauss. Operetten fick god kritik men Strauss tvivlade på att den skulle bli långvarig på repertoaren. Detta hindrade inte teateragenten Gustav Levy att snabbt få upp operetten på teatrar i Berlin, Graz, Hamburg, Hannover, Lemberg, Budapest, Prag, München och Trieste. I Wien dirigerade Strauss själv vid en välgörenhetskonsert den 20 oktober och avreste därpå iväg i fyra veckor för att övervara premiärerna i Berlin och Hamburg. Från operetten arrangerade Strauss sju separata orkesterverk.
1883 hade operetten sedan länge försvunnit från Wiens teaterrepertoar och överskuggats av Strauss senaste verk Det lustiga kriget och de tio separata orkesterverken arrangerade utifrån musiken. Det kan därför tyckas märkligt att Strauss förläggare August Cranz valde detta tillfälle att ge ut ett sjunde orkesterverk med musik från Das Spitzentuch der Königin. I operetten förekommer en tjurfäktningsscen med en matador och därav marschens titel. Musiken bygger på den marsch (Nr 18) som föregår tjurfäktningen i akt III. Det framgår av förläggarens annonser att klaverutdraget var det enda publicerade notmaterialet. Det har inte kunnat avgöra huruvida Strauss gjorde ett orkesterarrangemang. Hur som helst förekom marschen inte i repertoaren hos Straussorkestern Capelle Strauss. Det existerar heller inte något orkestermaterial av Matador-Marsch i Strauss musikarkiv (som brodern Eduard Strauss brände upp 1907). Men Wienbibliothek im Rathaus innehar ett manuskript med orden "Marsch före kupletten [tjurfäktning]/Akt III", vilket avviker något från klaverutdraget, medan det i arkivet i Gesellschaft der Musikfreunde finns ett arrangemang av marschen för salongsorkester. Denna version, tillsammans med manuskriptet och klaverutdraget, har legat till grund för det arrangemang som nutida inspelningar har använt sig av.

## Om marschen
Speltiden är ca 3 minuter och 21 sekunder plus minus några sekunder beroende på dirigentens musikaliska tolkning.
Marschen var ett av sju verk där Strauss återanvände musik från operetten Das Spitzentuch der Königin:
- Rosen aus dem Süden, Vals, Opus 388
- Burschenwanderung, Polka-francaise, Opus 389
- Gavotte der Königin, Opus 391
- Spitzentuch-Quadrille, Kadrilj, Opus 392
- Stürmisch in Lieb' und Tanz , Polka-Schnell, Opus 393
- Liebchen schwing Dich, Polkamazurka, Opus 394
- Matador-Marsch, Marsch, Opus 406

## Weblänkar
- Matador-Marsch i Naxos-utgåvan.